# Visca Walter Jameson
"Visca Walter Jameson" (títol original en anglès, "Long Live Walter Jameson") és el vint-i-quatrè episodi de la sèrie de televisió d’antologia La Dimensió Desconeguda. L'episodi va ser escrit per Charles Beaumont. Es va emetre originalment el 18 de març de 1960 a la cadena CBS. Ha estat doblat al català i emès per TV3.

## Narració d'obertura
| « | Estàs mirant l'acte 1, l'escena 1, d'un malson, no limitat a hores de bruixes de nits fosques i plujoses. El professor Walter Jameson, popular més enllà de les paraules, que parla del passat com si fos el present, que evoca els morts com si estiguessin vius. | » |

La narració continua després que la càmera talla un home gran assegut entre els estudiants durant la conferència de Jameson.
| « | En opinió d'aquest home, el professor Samuel Kittridge, Walter Jameson té accés a un coneixement que no podria sortir d'un volum d'història, sinó més aviat d'un llibre de màgia negra, és a dir, que comença aquest malson al migdia. | » |

## Argument
Walter Jameson, un universitat professor, està compromès amb una jove estudiant de doctorat anomenada Susanna Kittridge. El pare de Susanna, Sam Kittridge, un altre professor de la universitat de Jameson, sospita de Jameson perquè no sembla haver envellit en els dotze anys que es coneixen i sembla tenir un coneixement poc realista detallat d'algunes escenes de la història que no apareixen a textos. Jameson en un moment llegeix un diari original de la Guerra Civil en el seu poder. Més tard, Kittridge veu l'autor del diari, el major Hugh Skelton, en una fotografia de la Guerra Civil de Mathew Brady i troba que Jameson s'assembla exactament a Skelton.
Després que Kittridge presenti aquestes proves, Jameson finalment revela la seva història real. Fa més de 2.000 anys, un alquimista li va donar la inedat (però sense immunitat a les lesions). Jameson no sap què li van fer, només que l'alquimista havia desaparegut quan es va recuperar, i llavors va deixar d'envellir. Aviat, va haver de convertir-se en un refugiat constant. Li diu a Kittridge que ha après de la vida durant tant de temps que la finalitat de la mort és donar sentit a la vida. Guarda un revòlver al calaix del seu escriptori, però no té el coratge d'utilitzar-lo.
En adonar-se que si Jameson es casa amb la seva filla, ella envellirà i Jameson finalment l'abandonarà per mantenir el seu secret, Kittridge rebutja el permís perquè Jameson es casi amb la seva filla. Jameson el desafia i li proposa una proposta a Susanna, i planegen fugir immediatament.
En Jameson, aturant-se breument al seu estudi, va acompanyat d'una dona anomenada Laurette, que l'identifica com Tom Bowen, el seu marit. Laurette afirma que no pot permetre que Jameson abandoni la Susanna com ell la va abandonar fa anys. Ella descobreix la pistola de Jameson estirada sobre el seu escriptori i li dispara. Poc després de marxar en Bowen, Kittridge entra a l'estudi de Jameson i el troba sagnant, però aparentment en pau. Jameson envelleix ràpidament i s'enfonsa al terra. Susanna entra a casa. Kittridge intenta evitar que vegi el vell Jameson, dient només que ell ha marxat. Ell és incapaç de mantenir-la fora de l'habitació, però dins ella només descobreix un vestit buit de roba amb una substància blanca prop del coll i les mànigues. Quan la Susanna pregunta què hi ha a terra, el professor respon: "Pols, només pols".

## Narració de cloenda
| « | Última parada d'un llarg viatge, mentre un altre ésser humà torna al vast no-res que és el principi i a la pols que sempre és el final. | » |

## Repartiment
- Kevin McCarthy com a Walter Jameson/ Tom Bowen/ Maj. Hugh Skelton
- Edgar Stehli com a Prof. Samuel Kittridge
- Estelle Winwood com a Laurette Bowen
- Dody Heath com Susanna Kittridge

## Efectes de maquillatge
Les escenes de l'envelliment de Walter Jameson es van representar utilitzant un antic truc per fer pel·lícules. Les línies d'edat es van dibuixar a la cara de l'actor Kevin McCarthy amb maquillatge vermell. Durant l'inici de l'escena, es va utilitzar il·luminació vermella, banyant l'escena de vermell i amagant les línies d'edat. A mesura que avançava l'escena, es van apagar els llums vermells i es van pujar llums verdes. Sota els llums verds, les línies vermelles d'edat eren destacades. Els canvis d'il·luminació no van ser vists pel públic perquè es va filmar en blanc i negre. Un episodi posterior, "Queen of the Nile", utilitza un efecte similar.
A la pel·lícula UHF (1989), l'escriptor i estrella Weird Al Yankovic, en el seu comentari de DVD, va esmentar l'escena de l'envelliment. Va assenyalar que, durant un breu moment, McCarthy va semblar exactament de la mateixa manera que a la pel·lícula.

## Mitjans domèstics
Per al llançament del DVD Kevin McCarthy va tornar a gravar un comentari d'àudio per a l'episodi, revelant que mai va conèixer Rod Serling i que, a part de Invasion of the Body Snatchers, la seva aparició en aquest episodi va generar mes correus de fans dels que va rebre mai.